# Espace Media Groupe

Logo der Espace Media Groupe

Die Espace Media Groupe (im Logo: espacemedia) war ein Berner Medienunternehmen im Schweizer Mittelland, das 2008 in der Tamedia (heute: TX Group) aufging. Heute ist Tamedia Espace AG eine Tochter der TX Group.

## Geschichte
Gegründet wurde das Vorgängerunternehmen 1888 in Form einer Aktiengesellschaft für das Berner Tagblatt als Tageszeitungsverlag und Druckerei (ab 1993 Berner Tagblatt-Medien AG BTM, ab 2001 Espace Media Groupe). 1979 wurde die Tochtergesellschaft Berner Zeitung AG gegründet. 1983 startete das Medienunternehmen den Radiokanal Radio extraBERN, auf dessen Frequenzen 2006 der Nachfolgesender Capital FM sein Debüt feierte. 1995 lancierte das Medienunternehmen den Regionalfernsehsender TeleBärn.
Die Espace Media Groupe beschäftigte zuletzt rund 1000 Mitarbeiter. Das Unternehmen konzentriert sich insbesondere auf lokale und regionale Informations- und Unterhaltungsbedürfnisse und betrieb dazu in ausgewählten Themenbereichen nationale Fachtitel. 
Am 24. Mai 2007 wurde bekannt, dass die Tamedia die Aktienmehrheit der Espace Media Groupe übernehmen werde. Am 23. August 2007 gab die Eidgenössische Wettbewerbskommission dem Zusammenschluss grünes Licht. Im Laufe des Jahres 2008 wurde die Espace Media Groupe als Tochter in die Tamedia integriert.

## Publikationen
Das Unternehmen produzierte unter anderem folgende Publikationen: 
- die Tageszeitungen Berner Zeitung (mit den Kopfblättern Thuner Tagblatt, Berner Oberländer und Langenthaler Tagblatt) und Der Bund,
- die Fachzeitungen Automobil Revue und Schweizer Bauer,
- den Anzeiger Bernerbär (bis 2017),
- die Radiosender Capital FM (Bern) und Canal 3 (Biel),
- den Fernsehsender TeleBärn und
- das Internet-Portal bernerzeitung.ch und derbund.ch.
- die Lokalzeitungen Der Murtenbieter, Anzeiger von Kerzers, Bantiger Post, Bümpliz Woche